# Zenone (console 448)
Flavio Zenone (latino: Flavius Zeno; fl. 447-451) fu un influente politico dell'Impero romano d'Oriente di origine isaurica, che durante la sua carriera fu magister militum per Orientem, console e patricius.

## Biografia
Proveniva dall'Isauria e aveva un fratello, morto prima del 448. Suo padre si chiamava probabilmente Longino.
Tra il 447 e il 451 fu magister militum per Orientem. Uno dei suoi primi incarichi, nel 447, fu quello di comandare un forte contingente di Isaurici col compito di difendere Costantinopoli da Attila; all'epoca era probabilmente già magister militum per Orientem e fu chiamato a difesa della capitale in quanto gli altri magistri erano lontani, impegnati nella campagna contro gli Unni. Per questa riuscita difesa della capitale ricevette il consolato per il 448.
Nel 449 e ancora nel 450 si oppose ai progetti del potente eunuco di corte Crisafio di ottenere il favore di Attila. Negò il proprio permesso al matrimonio tra il segretario di Attila, Costanzo, e la figlia di Saturnino, dando invece quest'ultima in moglie ad un proprio sostenitore, Rufo. Nel 450, alla corte imperiale si temeva l'ira di Zenone, nel caso questi fosse venuto a conoscenza dell'accordo stipulato con Attila.
Nel 451 fu nominato patricius. Secondo Damascio, Zenone avrebbe voluto uccidere un imperatore, in una delle due congiure contro un imperatore organizzate da ufficiali pagani, ma morì prima per una caduta da cavallo; secondo una ipotesi degli storici moderni, Zenone avrebbe voluto assassinare Teodosio II, ma la morte dell'imperatore rese inutile il piano. Zenone morì durante il regno di Marciano.
Secondo le fonti antiche, fu il prestigio ottenuto da Zenone che convinse il suo conterraneo, l'ufficiale Tarasis, che doveva scegliere un nome greco, ad optare per il nome Zenone col quale poi salì al trono; alcuni studiosi moderni ipotizzano che l'imperatore Zenone fosse il figlio di Flavio Zenone. Fra i suoi sostenitori vi era il magister militum Apollonio, mentre Teodoreto di Cirro gli indirizzò due lettere.